# Estrongiloïdosi
L'estrongiloïdosi és una malaltia parasitària humana causada pel nematode (cuc rodó) anomenat Strongyloides stercoralis o, de vegades, per S. fülleborni (paràsit de la mateixa família que acostuma a infectar primats no humans africans i asiàtics). S. fülleborni subesp. kellyi només s'ha identificat a Papua Nova Guinea, es pot transmetre de forma vertical i origina sobretot infeccions intestinals greus (síndrome del ventre inflat) en nounats de les províncies de Gulf i Madang. El gènere Strongyloides provoca diversos trastorns en les persones, principalment alteracions cutànies, dolor abdominal, diarrea i pèrdua de pes. En algunes persones, particularment aquelles que requereixen corticoesteroides o altres medicaments immunosupressors, Strongyloides spp. és causa d'una síndrome d'hiperinfecció que pot conduir a la mort si no es tracta. Paradoxalment, de vegades els corticoides es prescriuen de forma empírica per tractar signes i símptomes originats per una estrongiloïdosi no sospitada, empitjorant així el curs de la infecció.
El diagnòstic es realitza mitjançant l'anàlisi de sang i de femta. El fàrmac ivermectina és àmpliament utilitzat pel tractament oral de l'estrongiloïdosi i en certs casos greus s'ha administrat per via subcutània amb bons resultats.
L'estrongiloïdosi és un tipus d'helmintosi transmesa per terra. Es creu que afecta 30-100 milions de persones al món, principalment en els països tropicals i subtropicals, encara que la seva prevalença pot estar subestimada a causa de problemes en la diagnosi. Pertany al grup de les malalties tropicals desateses, i els esforços de tot el món estan dirigits a l'erradicació de la infecció.
Les persones adquireixen la infecció quan entren en contacte amb sòl contaminat amb aquests cucs.
Aquest petit cuc és amb prou feines visible a simple vista. Els cucs petits es poden moure a través de la pell d'una persona dins del torrent sanguini fins als pulmons i les vies respiratòries, ocasionant adesiara una síndrome del destret respiratori agut d'evolució funesta. Altres vegades, si la infestació dels pulmons pel paràsit no és massiva i la funcionalitat del sistema immunològic està preservada, apareix una síndrome de Loëffler (una forma de pneumonitis amb infiltrats eosinofílics dispersos, de caràcter benigne i quasi sempre subclínic). No és un fet infreqüent que en individus immunodeficients l'afectació pulmonar per aquest nematode cursi amb hemorràgia intraalveolar difusa i hemoptisi o amb una pneumònia bilateral de pronòstic molt dolent. A mesura que els cucs creixen, s'enterren ells mateixos en les parets de l'intestí i posteriorment produeixen ous allí. Les àrees per on els cucs travessen la pell poden tornar-se vermelles i doloroses. Circumstancialment, han estat descrits casos d'estrongiloïdosi cervical en dones immunocompetents. De forma puntual, la infecció per S. stercoralis s'associa a lesions glomerulars poc comunes.
El compromís del SNC en l'estrongiloïdosi és un fet inusual i molt perillós, especialment quan es presenta en malalts amb patologies preexistents. En alguns casos, els primers simptomes de l'afectació del SNC pel paràsit són crisis epilèptiques.
La taxa d'aquesta infecció és molt baixa als Estats Units i la major part dels casos reportats allí són portats per viatgers que han estat o viscut a Sud-amèrica i Àfrica, encara que existeixen petites àrees d'endemisme a la regió dels Apalatxes. A Espanya, el perfil epidemiològic de l'estrongiloïdosi importada és similar. Segons les dades corresponents al període 2009-2017 el 66,9% dels 1.245 casos registrats es diagnosticaren en immigrants, predominantment sud-americans.
La positivitat al virus limfotròpic de cèl·lules T humanes-1 (un retrovirus oncogènic causant d'una rara neoplàsia maligna dels limfòcits T) afavoreix el desenvolupament d'estrongiloïdosis disseminades.

## Símptomes
La majoria de les vegades no hi ha símptomes, però quan ocorren poden ser:
- Àrees vermelloses amb aparença urticant prop de l'anus. Ocasionalment, pot originar una urticària crònica espontània que acostuma a ser reversible si s'instaura el tractament oportú.[20]
- Dolor abdominal (en la part superior de l'abdomen).
- Vòmit.
- Diarrea.
- Molt rarament, úlceres gastrointestinals en persones immunocompetents.[21]
- Obstrucció intestinal (una complicació poc freqüent de la malaltia).[22]
- Tos.
- Asma.[23] Abans de prescriure corticoides a pacients de zones endèmiques amb una crisi asmàtica cal descartar serològicament la presència del paràsit en ells, ja que aquests fàrmacs poden desencadenar una síndrome d'hiperinfecció.[24]
- Pèrdua de pes involuntària.
- Erupció cutània, amb freqüència pruriginosa, maculopapular i acompanyada de petèquies.[25]

## Diagnòstic
Es poden dur a terme els següents exàmens:
- Hemograma
- Examen de matèria fecal per verificar la presència de S. stercoralis
- Aspiració duodenal
- Prova d'antígens en sang per a S. stercoralis[26]
- Cultiu d'esput
- Citologia de secrecions obtingudes mitjançant aspiració bronquial[27]
- Citologia de frotis cervicovaginals[28]
- Proves biomoleculars en orina i femta.[29]

## Prevenció
La bona higiene personal pot reduir el risc de contreure l'estrongiloïdosi. Els serveis adequats de salut pública i les instal·lacions sanitàries contribueixen a un bon control de la infecció. Portar calçat adequat per evitar el contacte amb el sòl contaminat, rentar-se les mans si es toca brutícia d'animals i no menjar en zones endèmiques vegetals regats amb aigües residuals són mesures bàsiques de protecció.
Ara per ara, no existeix cap vacuna contra l'estrongiloïdosi. En ratolins, l'administració conjunta d'antigen immunoreactiu S. stercoralis recombinant (Ss-IR) i alum indueix alts nivells d'immunitat protectora davant la infecció a través d'un mecanisme anticòs-depenent i, per tant, podria ser un procediment d'interès per desenvolupar una futura vacuna d'ús humà.

## Estrongiloïdosi animal
Diverses espècies del gènere Strongyloides poden infectar animals domèstics i salvatges: S. ophidiae (serps d'Amèrica del Sud), S. serpentis (serps d'Amèrica del Nord), S. myopotami (llúdries), S. procyonis (ossos rentadors), S. ratii i S. venezuelensis (rates), S. papillosus (bous, vaques i les seves cries, ovelles, cabres, conills), S. ransomi (porcs, senglars), S. westeri (cavalls i altres èquids), S. planiceps (gats, mustèlids, cànids salvatges predominantment a Malàisia i el Japó), S. tumefaciens (gats, sobretot d'Amèrica del Nord i l'Índia) o S. felis (gats de l'Índia i Austràlia, en especial). En gats i gossos, la infecció per S. stercoralis provoca una diarrea amb sang i moc característica que acostuma a presentar-se en els exemplars més joves quan el temps és calorós i humid, ocasionant una emaciació important. En casos greus, apareix febre i disfunció respiratòria, sent necessari instaurar tractament amb ivermectina, fenbendazole o tiabendazole de forma ràpida i fins que ja no es detectin larves a la femta (uns sis mesos, per regla general). L'estrongiloïdosi felina pot originar una hiperplàsia nodular epitelial colònica (un tipus de lesió adenomatosa de l'intestí gros que es veu escasses vegades en estrongiloïdosis humanes).